# Rudolf Dilong
Rudolf Dilong (Trstená, 1º agosto 1905 – Pittsburgh, 7 aprile 1986) è stato un poeta e presbitero slovacco.
Appartenne all'Ordine dei frati minori e fu un esponente del movimento letterario del modernismo cattolico.

## Biografia
Dopo la maturità Rudolf Dilong divenne frate francescano. In gioventù era stato amico del poeta Štefan Atila Brezány, con cui Dilong mantenne uno sporadico contatto epistolare anche durante il periodo dell'emigrazione. Risiedette a Kremnica, a Hlohovec, a Malacky. Dopo aver completato gli studi teologici, nel 1929 fu ordinato sacerdote. Per qualche anno fu professore di religione alle scuole superiori. Allo scoppio della Seconda guerra mondiale si arruolò nell'esercito come cappellano militare. 
Nel 1945 abbandonò la Slovacchia. Si trasferì a Roma e di qui nel 1947 partì per l'Argentina, dove subito fu destinato all'assistenza spirituale degli immigrati slovacchi di Buenos Aires. Fu redattore del periodico Slovenské zvesti ("Novelle slovacche"). Dal 1965 visse nel monastero di Pittsburgh negli Stati Uniti d'America, ove fu redattore di Listov sv. Františka ("Lettere di San Francesco"). Lavorò anche come funzionario del Congresso mondiale degli slovacchi. Nel 1969 visitò la Slovacchia, avendo in mente di potervi rimanere. Esistono diverse versioni del motivo per cui ciò non si realizzò. Secondo Jozef Rydlo, la responsabilità fu di Laco Novomeský. Dilong ricevette molti soprannomi da parte della critica letteraria: il frate nascosto, il principe dei poeti, il poeta della libertà spezzata, il poeta della perduta libertà slovacca. Era considerato un poeta impetuoso.

## Attività
Dilong è uno dei più importanti e più prolifici autori del modernismo cattolico. Si dedicò soprattutto alla poesia, ma anche ai drammi. fu fondatore del giornale Postup. Le sue opere sono collocate in un ambiente rurale, affrontò il tema dell'infanzia e spesso descrisse l'Orava, la sua regione natale, che gli diede rifugio e stabilità soprattutto nel periodo della Seconda guerra mondiale. Fu autore di più di 100 opere, delle quali molte andarono perdute a seguito di un incendio in Argentina.
Dilong passa dal misticismo al surrealismo, ai problemi intriganti della natura, a quelli dell'era atomica, alla triste sorte della sua patria oppressa sotto il giogo del comunismo.

## Opere

### Lirica
- 1931 – Budúci ľudia ("Gli uomini futuri")
- 1932 – Slávne na holiach ("Feste sulle vette")
- 1933 – Dýchajte, lazy! ("Respirate, villaggi di montagna")
- 1933 – Roky pod slnkom ("Anni sotto il sole"), dedicate all'XI centenario della consacrazione della chiesa di Pribina a Nitra
- 1934 – Hviezdy a smútok. ("Le stelle e la tristezza")
- 1935 – Mladý svadobník ("Il giovane invitato alle nozze")
- 1935 – Helena nosí ľaliu ("Elena porta il giglio")
- 1936 – Mladý svadobník ("Il giovane invitato alle nozze")
- 1938 – Ja, svätý František ("Io, san Francesco")
- 1939 – Gardisti, na stráž! ("Uomini della Guardia, in guardia!")
- 1939 – Mesto s ružou ("La città con la rosa")
- 1939 – Honolulu, pieseň labute ("Honululu, canto del cigno")
- 1941 – Konvália ("Mughetti")
- 1941 – Nevolaj, nevolaj ("Non chiamare, non chiamare")
- 1941 – Somnambul. ("Il sonnambulo")
- 1942 – Hanička, dedicato alla sorella morta
- 1942 – Vojna ("Guerra")
- 1944 – Plač ("Pianto")
- 1945 – Moja krv ("Il mio sangue")
- 1948 – Vlasť volá ("La Patria chiama")
- 1950 – Diaľky bez domova ("Distanze senza case")
- 1953 – Na vrchu nádeje ("In cima alla speranza")
- 1954 – Balady ("Ballate")
- 1954 – Za svetlom ("Dietro la luce")
- 1956 – Stopy v ohni ("Tracce nel fuoco")
- 1959 – V záblesku vekov ("Nel lampo dei secoli")
- 1961 – Dotyk s večnosťou ("Tocca con l'eternità")
- 1965 – Brehy slobody ("Le sponde della libertà")
- 1966 – Na hrudách času ("Sul petto del tempo")
- 1967 – Pod krížom ("Sotto la croce")
- 1969 – Minúty zeme ("Minuti di terra")
- 1970 – Kde holub doletí ("Dove vola la colomba")
- 1972 – Hladný vetrík ("Venticello affamato")
- 1973 – Rozprávka má krídla. ("La favola ha le ali")
- 1973 – Švih ("Il pennacchio")
- 1973 – Pokora vína ("La coscienza del vino")
- 1975 – Chodníky ("Marciapiedi")
- 1975 – Kde človek kladie semiačko ("Dove l'uomo getta la semente")
- 1976 – Oči nám horia ("Gli occhi ci bruciano")
- 1976 – Čo vietor nepovie ("Quello che il vento non dice")
- 1983 – S fakľou v ruke ("Con la fiaccola in mano")

#### Antologie poetiche
- 1970 – Matka celá krásna ("Mamma tutta bella")
- 2002 – Hviezdy a smútok: Literárne dielo I. ("Le stelle e la tristezza") Bratislava, Petrus, 2002. ISBN 80-88939-48-8.
- 2002 – Cesty a stesky: Literárne dielo II. ("Viaggi e dolori") Bratislava, Petrus, 2002, ISBN 80-88939-80-X.
- 2002 – Pieseň lásky: Literárne dielo III. ("Canzone d'amore") Bratislava, Petrus, 2002. ISBN 80-88939-49-6.

### Epica
- 1943 – Zakliata mladosť ("Gioventù dannata")
- 1951 – Bez matky ("Senza madre")
- 1951 – Cesty vyhnanca ("Viaggi di un esule") (prosa di viaggio)
- 1953 – Pieseň lásky ("Canzone d'amore") (romanzo)
- 1956 – Golgota
- 1964 – Agónia veku ("L'agonia dell'età") (romanzo)
- 1971 – Ponúkam chlieb so soľou ("Offro il pane col sale")
- 1973 – Vidíte zrnko ("Guardate il grano")
- 1976 – Stretával som ľudí a svet. ("Ho incontrato gli uomini e il mondo")
- 1982 – Ešte kvietok: Lyricko-epické meditácie ("Ancora un fiorellino: meditazioni lirico-epiche")
- 1984 – Sväté rozjímanie. ("La Santa Comunione")
- 1992 – Rozjímania. ("Comunioni")
- 2000 – Ruža menom Dagmar: Antiromán ("Una rosa di nome Dagmar: antiromanzo")
- 2001 – Mladosť z očistca ("Gioventù dal purgatorio")

### Drammi
- 1940 – Valin
- 1947 – Padajúce svetlo ("Luce al tramonto")
- 1963 – Gorazd

### Altre opere
- 1933 – Antológia mladej slovenskej poézie (Z výberu autorov-katolíkov) ("Antologia di giovane poesia slovacca (selezione di autori cattolici)")
- 1955 – Slovo Božie ("Parola di Dio")
- 1992 – Ja, Rudolf Dilong, trubadúr: Výber z exilovej tvorby Rudolfa Dilonga ("Io, Rudolf Dilong, trovatore: selezione delle opere dell'esilio") (a cura di Peter Cabadaj)